# شهرستان شل‌بای (آیووا)
شهرستان شل‌بای، آیووا (به انگلیسی: Shelby County, Iowa) شهرستانی در ایالات متحده آمریکا است که در آیووا واقع شده‌است.